# 이리영
이리영(2000년 8월 11일~)는 대한민국의 아티스틱스위밍 선수다.

## 경력

### 2017년
부다페스트 세계수영선수권대회 솔로 테크니컬에선 16위, 솔로 프리에선 18위를 하였고, 엄지완과 나선 듀엣에서는 27위를 하였다.

### 2018년
아시안 게임 듀엣에서는 최정연과 짝을 이뤄 6위, 단체전에서도 6위를 하였다.

### 2019년
광주 세계수영선수권대회에서 솔로, 듀엣, 팀, 팀 프리 콤비네이션 등의 종목에 참가했으며, 18일 팀 프리 콤비네이션 종목에서는 11위로 결선에 진출하였다.

### 2021년
2021년 6월 스페인에서 벌어진 올림픽 아티스틱 스위밍 예선 경기의 듀엣과 팀 종목에 참가했으나, 아쉽게도 출전권은 얻지못했다.

### 2022년
2022 부다페스트 세계수영선수권대회 듀엣 테크니컬에서 허윤서와 짝을이뤄 결선에 진출해 12위를, 듀엣 프리에서는 15위를 하였다. 솔로 테크니컬에서도 결선에 진출해 12위를 하였다.

### 2023년
2023 후쿠오카 세계수영선수권대회 아티스틱 스위밍 여자 솔로 테크니컬 결선에서 9위를 하였다. 이후에 벌어진 솔로 프리에서 허윤서 선수가 6위를 함으로서 두 선수가 이 시합에서 톱10에 오르게 되었다.
허윤서 선수와 조를 짠 듀엣 테크니컬과 프리 종목에서 13위를 차지하여 12개 팀만 진출할수있는 결승에는 아깝게도 진출은 못했지만, '아티스틱 스위밍 듀엣 프리 세계선수권 한국 최고 순위' 기록을 작성했다.
A

## 학력
- 고려대학교세종캠퍼스